# Ferus Smit FS 14600
Der Mehrzweckschiffstyp Ferus Smit FS 14600 wurde in einer Serie von sechs Einheiten gebaut.

## Geschichte

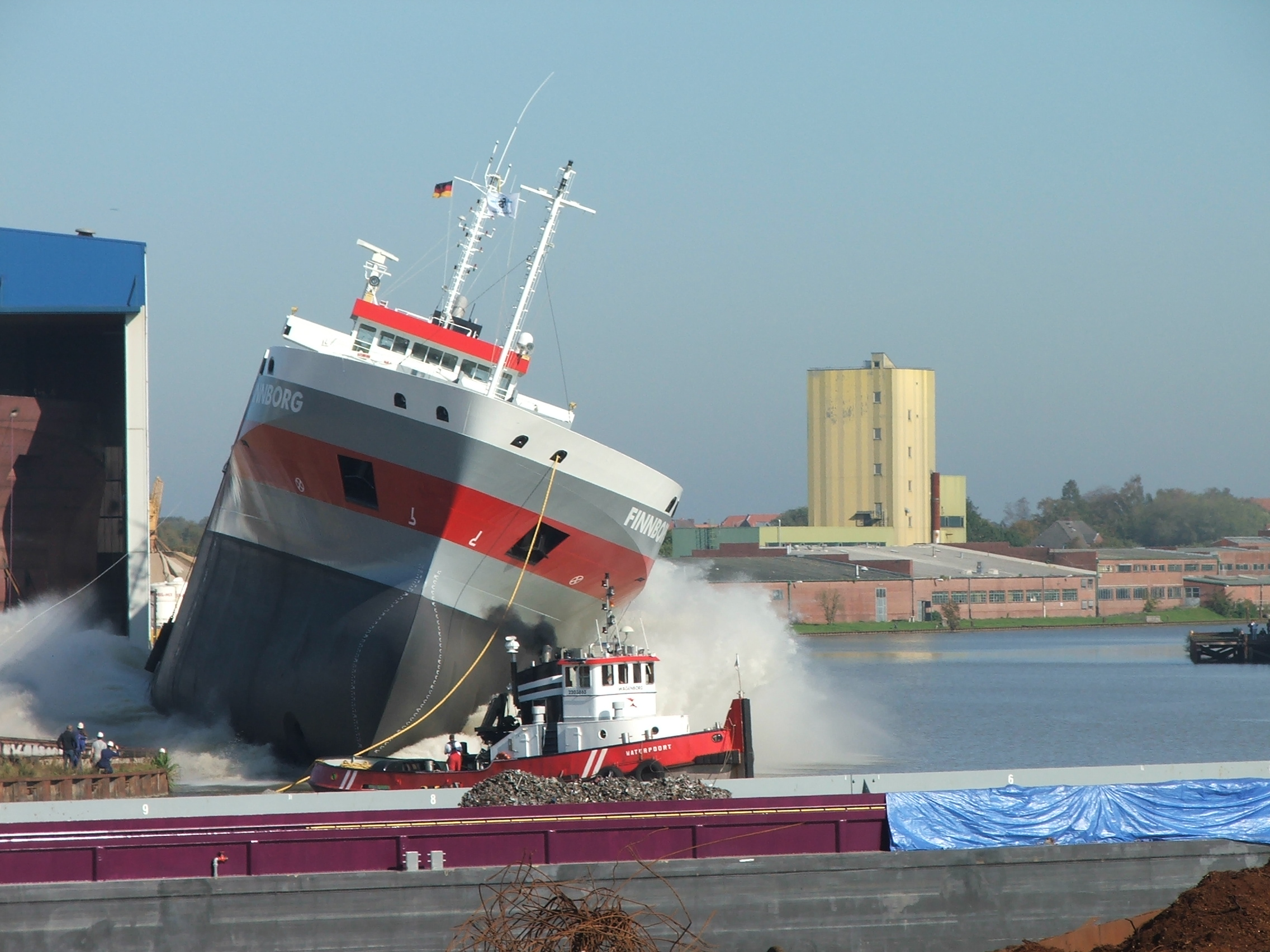
Stapellauf der Finnborg

Die Baureihe FS 14600 der Ferus-Smit-Werft in Leer wurde von 2009 bis 2012 für die niederländische Reederei Koninklijke Wagenborg aus Delfzijl gebaut. Das Typschiff der Baureihe wurde mit dem Namen Fivelborg auf Kiel gelegt, zu Ehren der niederländischen Königin Beatrix aber von ihr selbst am 24. August 2009 auf den Namen Beatrix getauft. Den Abschluss bildet die Fuldaborg, die am 11. April 2012 zu Wasser gelassen wurde. Ursprünglich waren neun Schiffe des Typs bestellt worden, die Order wurde aber auf sechs Einheiten reduziert. Zum Ausgleich wurden jedoch zwei größere Neubauten geordert.

## Technik
Die Schiffe sind als eisverstärkte Mehrzweck-Trockenfrachtschiffe ausgelegt. Sie haben achtern angeordnete Aufbauten und zwei boxförmige Laderäume. Die Schiffstyp kann sowohl im Containertransport, für Stückgut, Massengut oder kleinere Projektladungen eingesetzt werden. Die 50,40 Meter und 61,60 Meter langen, jeweils 14,34 Meter breiten und 11,47 Meter tiefen Laderäume haben einen Getreiderauminhalt von rund 17.420 m³. Durch versetzbare Schotten kann der Laderaum in kleinere Abteilungen unterteilt oder mit einem Zwischendeck ausgerüstet werden. Die Containerkapazität beträgt 475 TEU, wovon 191 TEU an Deck geladen werden können.
Der Antrieb der Schiffe besteht aus einem Wärtsilä Neunzylinder-Zweitakt-Dieselmotor des Typs 9L32C mit einer Leistung von 4500 kW und einem 737 kW leistenden Elektromotor. Die Motoren ermöglichen eine Geschwindigkeit von 14 Knoten bei maximal 750 Umdrehungen in der Minute. Weiterhin stehen drei Hilfsdiesel und ein Notdiesel-Generator zur Verfügung.

## Bauliste
| Ferus Smit FS 14600 | Ferus Smit FS 14600 | Ferus Smit FS 14600 | Ferus Smit FS 14600 | Ferus Smit FS 14600        |
| Bauname             | Baunummer           | IMO-Nummer          | Ablieferung         | Umbenennungen und Verbleib |
| ------------------- | ------------------- | ------------------- | ------------------- | -------------------------- |
| Fivelborg           | 391                 | 9419280             | 27. August 2009     | Beatrix (2009) → in Fahrt  |
| Flevoborg           | 392                 | 9419292             | 9. März 2010        | so in Fahrt                |
| Fivelborg           | 393                 | 9419307             | 9. September 2010   | so in Fahrt                |
| Fraserborg          | 394                 | 9419319             | 23. März 2011       | so in Fahrt                |
| Finnborg            | 395                 | 9419321             | 3. November 2011    | so in Fahrt                |
| Fuldaborg           | 396                 | 9559092             | 2. Juni 2012        | so in Fahrt                |